# 博尔科·韦塞利诺维奇
博尔科·韦塞利诺维奇（Borko Veselinović，1986年1月6日—），塞尔维亚足球运动员，司职前锋，现效力中超球队大连实德。

## 职业生涯
韦塞利诺维奇在塞尔维亚豪门球队贝尔格莱德游击队开始职业生涯，此后前后被球队租借在外，2008年转会加盟K联赛球队仁川联。
2010年3月，中超球队大连实德宣布和韦塞利诺维奇签约。